# Ryōtarō
Ryōtarō (jap. りょうたろう, リョウタロウ) – męskie imię japońskie.

## Możliwa pisownia
Znaki użyte do zapisania „tarō” (太郎) znaczą „duży, syn”. Może to być także samodzielne imię, które przeważnie otrzymuje najstarszy chłopiec. Do zapisania „ryō” używa się różnych znaków, o różnym znaczeniu (np. 良 „dobry”, 遼 „odległy”, 龍 „smok”).

## Znane osoby
- Ryōtarō Okiayu (龍太郎), japoński seiyū
- Ryōtarō Shiba (遼太郎), japoński pisarz i historyk
- Ryōtarō Sugi (良太郎) japoński piosenkarz i aktor
- Ryōtarō Tanose (良太郎), japoński polityk

## Fikcyjne postacie
- Ryōtarō Dōjima (遼太郎), bohater gry Shin Megami Tensei: Persona 4
- Ryōtarō Nogami (良太郎), główny bohater serialu tokusatsu Kamen Rider Den-O
- Ryōtarō Sawagami (良太郎), bohater japonkiego dramatu filmowego Dō desu ka den